# Horodło (gemeente)
De gemeente Horodło is een landgemeente in het Poolse woiwodschap Lublin, in powiat Hrubieszowski.
De zetel van de gemeente is in Horodło.
Op 30 juni 2004 telde de gemeente 5762 inwoners.

## Oppervlakte gegevens
In 2002 bedroeg de totale oppervlakte van gemeente Horodło 130,27 km², waarvan:
- agrarisch gebied: 71%
- bossen: 21%

De gemeente beslaat 10,26% van de totale oppervlakte van de powiat.

## Demografie
Stand op 30 juni 2004:
| Omschrijving                   | Totaal | Totaal | Vrouwen | Vrouwen | Mannen | Mannen |
| ------------------------------ | ------ | ------ | ------- | ------- | ------ | ------ |
| eenheid                        | aantal | %      | aantal  | %       | aantal | %      |
| inwoners                       | 5762   | 100    | 2924    | 50,7    | 2838   | 49,3   |
| bevolkingsdichtheid (inw./km²) | 44,2   | 44,2   | 22,4    | 22,4    | 21,8   | 21,8   |

In 2002 bedroeg het gemiddelde inkomen per inwoner 1308,61 zł.

## Administratieve plaatsen (sołectwo)
Bereżnica, Horodło, Kopyłów, Poraj, Liski, Kobło-Kolonia, Ciołki, Janki, Matcze, Cegielnia, Łuszków, Hrebenne, Rogalin, Strzyżów, Zosin.

## Aangrenzende gemeenten
Białopole, Dubienka, Hrubieszów. De gemeente grenst z Ukrainą (Wołyń - obwód wołyński, rejon Włodzimierz Wołyński, miasto Uściług (ukr. Ustyłuh, Устилуг)) - przejście graniczne Zosin.